# Raoul Palmgren
Raoul Armin Gånge-Rolf Oskar Palmgren, född 12 januari 1912 i Karis, död 10 mars 1995 i Tammerfors, var en finländsk litteraturforskare, kritiker, professor. Palmgren verkade som journalist, bibliotekarie och var professor i litteratur vid Uleåborgs universitet från 1968 till 1976. 
Han var en banbrytare inom forskningen i finsk arbetarlitteratur där han  disputerade på temat arbetar- och proletärlitteratur vid Helsingfors universitet 1965. Han skrev sedan Joukkosydän (”Masshjärtat”), en historik över skönlitteraturen i den gamla arbetarrörelsen. Palmgren umgicks i vänsterintellektuella kretsar i Helsingfors, däribland Akademiska socialistförbundet. Han var sedan litteraturkritiker och tog sin filosofie kandidat 1937. Han var medlem i Socialdemokraterna men uteslöts och blev efter kriget medlem i Finlands kommunistiska parti. Han var kulturredaktör och senare huvudredaktör på Vapaa Sana. Han bröt 1952 med Finlands kommunistiska parti och avskedades från Vapaa Sana.